# Luis Álvarez Duarte

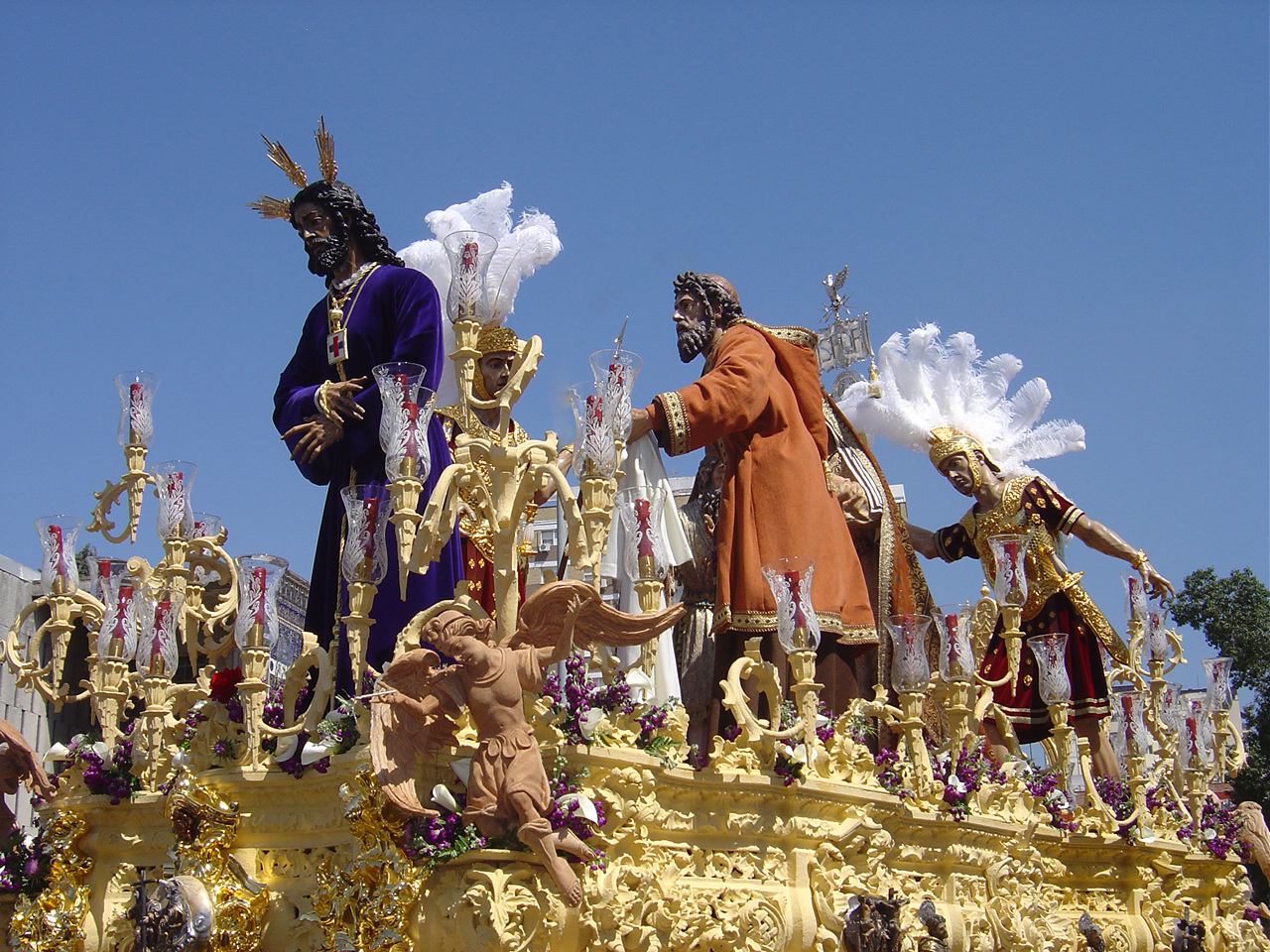
Conjunto escultórico de Jesús ante Herodes de la Hermandad de Jesús Cautivo (Polígono de San Pablo) de Sevilla.

Luis Álvarez Duarte (Sevilla, 22 de mayo de 1950-Sevilla, 13 de septiembre de 2019) fue un escultor, imaginero y restaurador español.

## Biografía
Desde pequeño se sintió atraído por el arte del modelado. Aunque su formación fue fundamentalmente autodidacta, recibió enseñanzas de otros artistas como Francisco Buiza, Rafael Barbero, Antonio Eslava y Sebastián Santos. También asistió a clases en la Escuela de Artes Aplicadas y Oficios Artísticos de Sevilla. Como ampliación de su aprendizaje, realizó entre 1980 y 1984 diversos viajes a Italia, que incluyeron una estancia en la Escuela de Restauración de Florencia. En este periodo entró en contacto directo con diferentes obras del Renacimiento y el Barroco italianos, estudiando a Miguel Ángel y mostrando especial interés en la obra de Bernini.
Entre otras distinciones, el 17 de enero del 2006, fue nombrado miembro de la Real Academia de Bellas Artes de Santa Isabel de Hungría de Sevilla. En el año 2020 recibió la Medalla de Sevilla a título póstumo.
El día 10 de septiembre del año 2019 sufrió un ictus, ingresando a continuación en la UCI del Hospital Virgen del Rocío de Sevilla. Falleció tres días después.

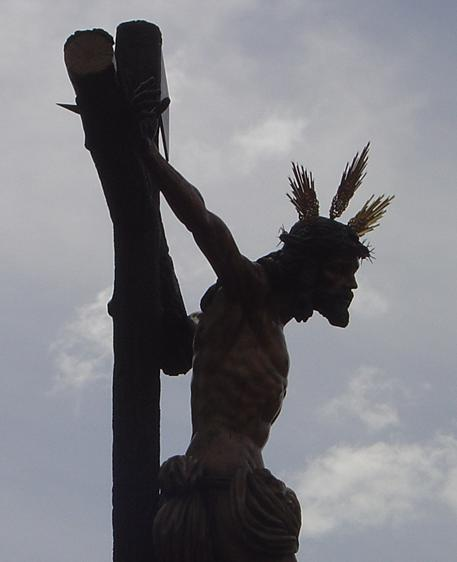
Cristo de la Sed de la Hermandad de La Sed (Sevilla)

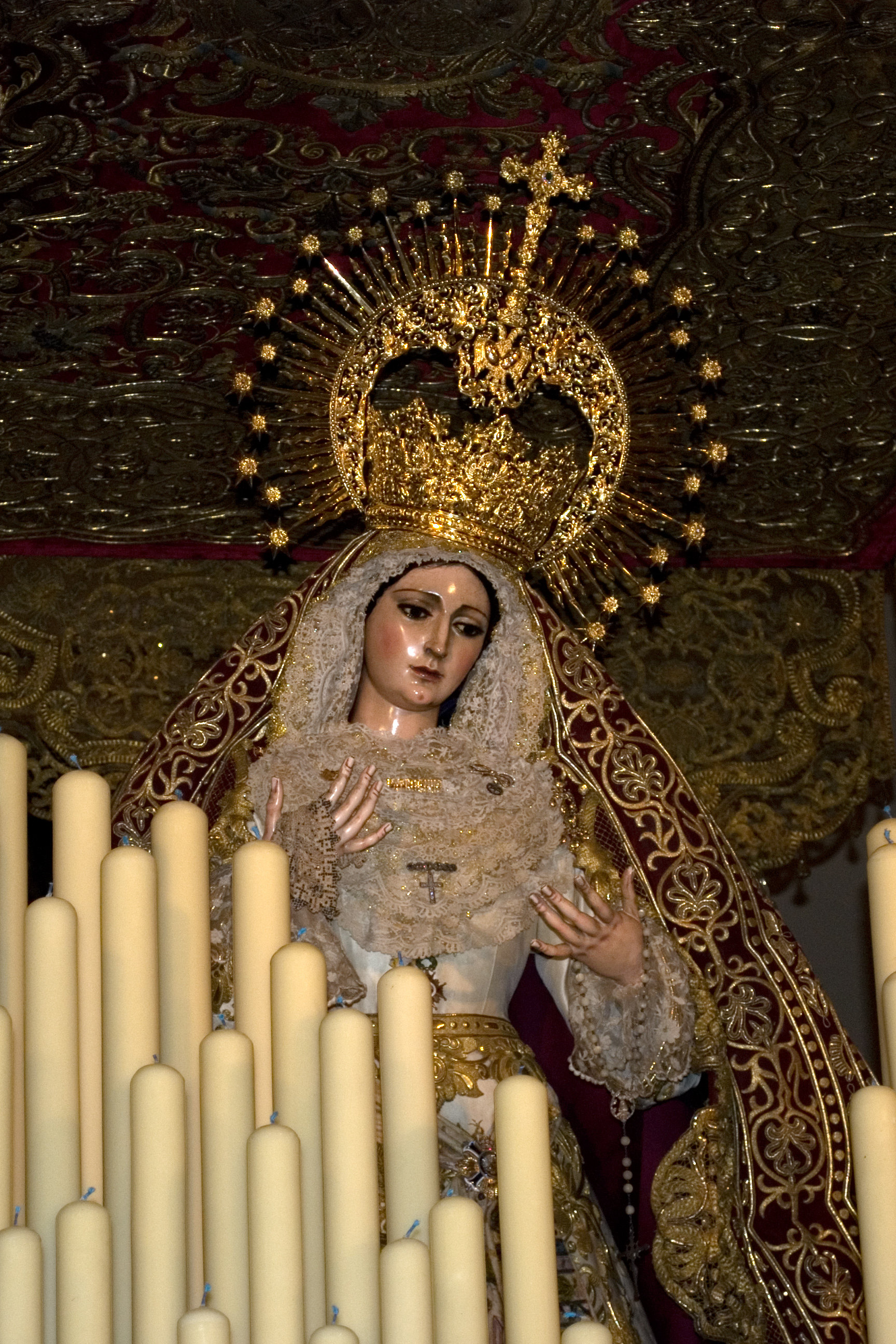
Nuestra Señora del Patrocinio de la Hermandad del Cachorro

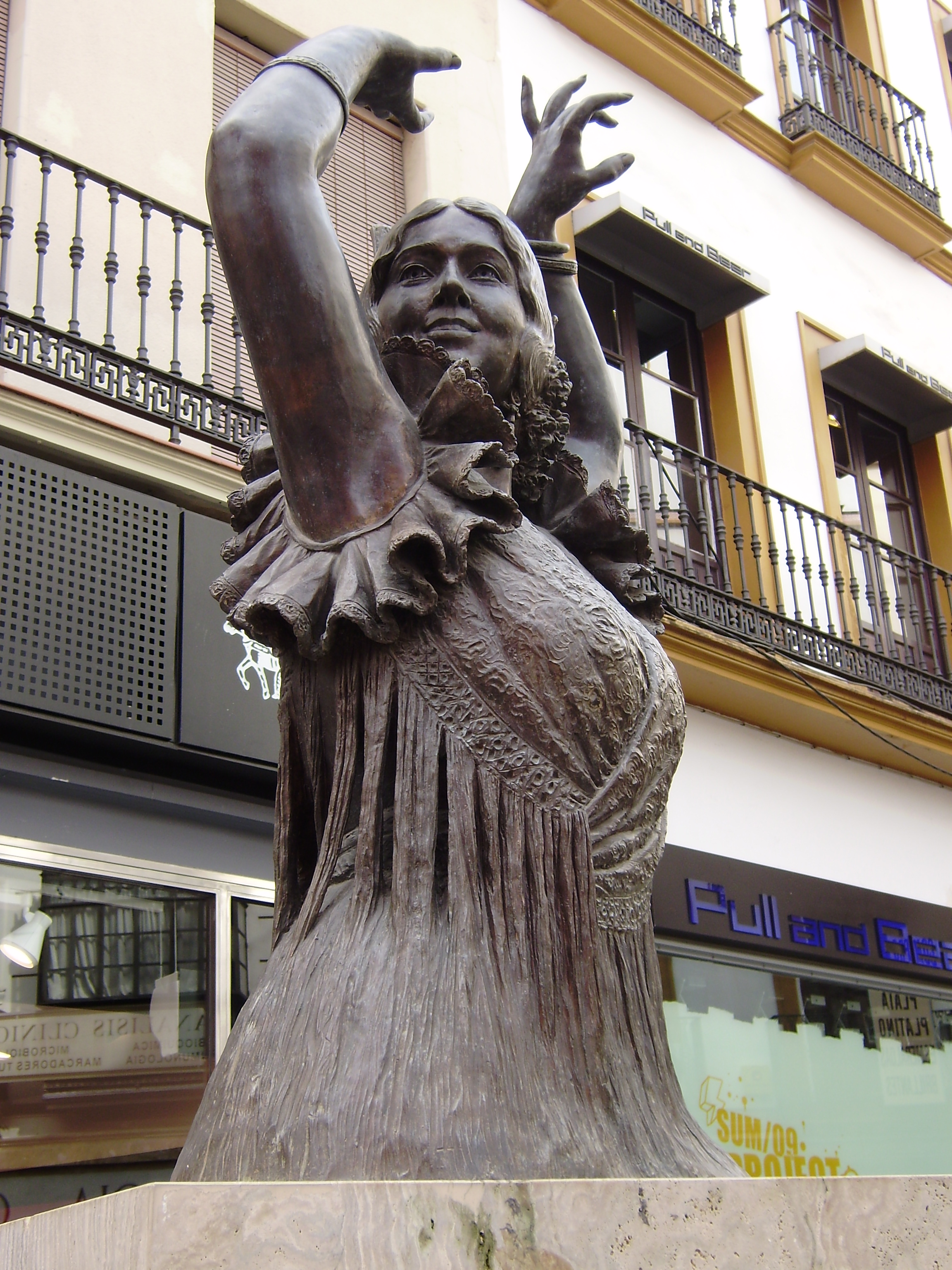
Estatua dedicada a Pastora Imperio.

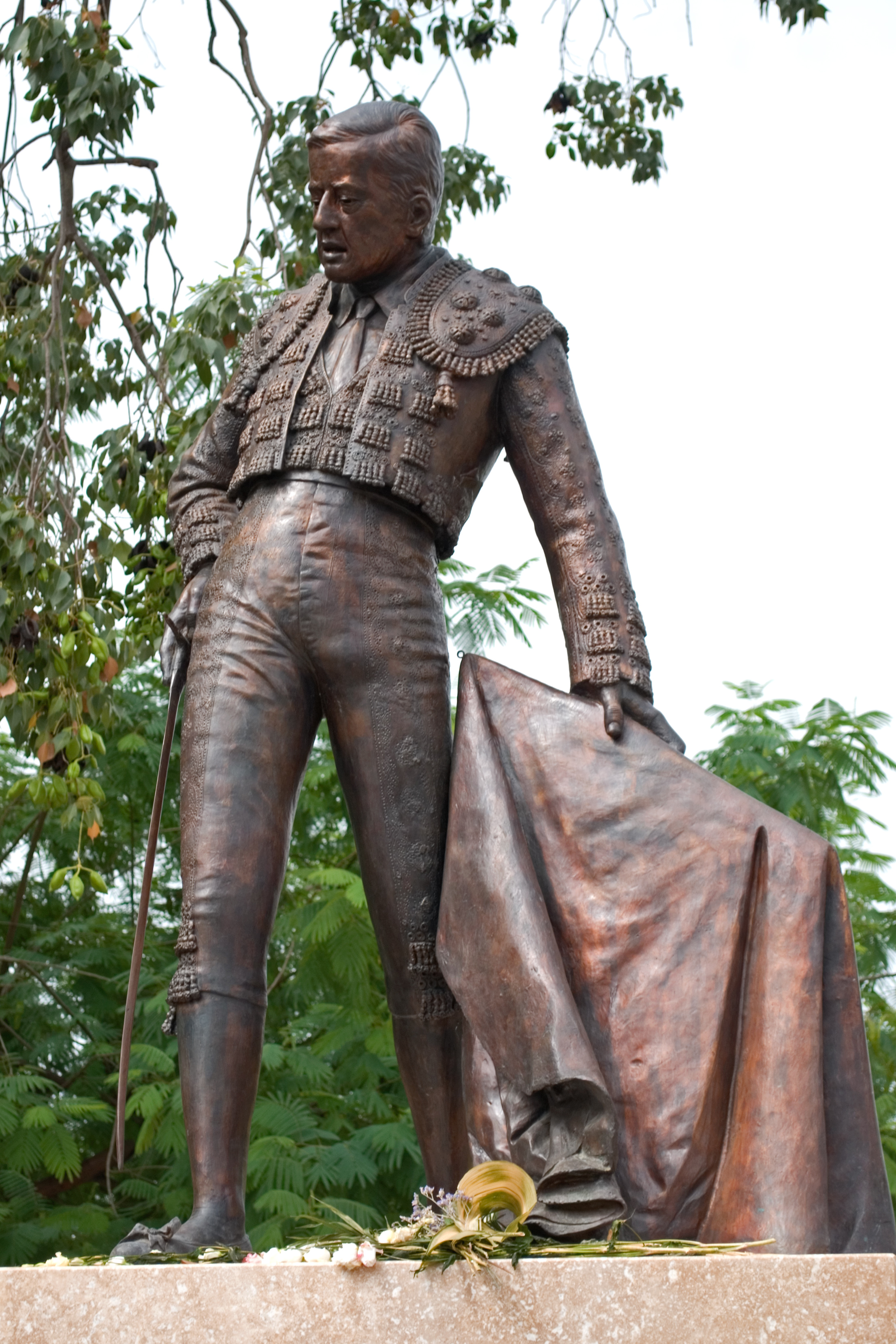
Estatua de Manolo Vázquez inaugurada el 11 de junio de 2009, frente a la plaza de toros de la Maestranza, en Sevilla.

## Obra
Su obra, compuesta principalmente por tallas en madera de carácter religioso, se encuentra repartida por toda Andalucía y otras ciudades de España y América. Ha realizado asimismo numerosas restauraciones de imágenes, como la del Señor del Gran Poder (Sevilla) en el año 2010.

### Andalucía

#### Almería
- En la ciudad y provincia de Almería se localizan las siguientes esculturas:
  - 1990. María Santísima de Fe y Caridad para la Hermandad Eucarística de la Santa Cena de Almería.
  - 1993. Nuestro Padre Jesús de las Penas, para la Hermandad del Rosario del Mar (Almería)
  - 1993. Ntro. P. Jesús de Salud y Pasión para la Hermandad de Pasión de Almería
  - 1996. María Santísima del Rosario del Mar para la Hermandad del Rosario del Mar (Almería)
  - 1999. Santísimo Cristo Crucificado en su Divina Misericordia para la Hermandad de los Dolores de Roquetas de Mar (Almería).
  - 2000. María Santísima de los Desamparados, para la Cofradía de Pasión (Almería)

#### Cádiz
- En la ciudad de Cádiz:
  - 1984. María Santísima de la Caridad, para la Archicofradía del Pilar (Cádiz).
  - 1986. Nuestro Padre Jesús de las Penas, para la Archicofradía del Pilar (Cádiz)
  - 2005. María Santísima de la Esperanza, para la Hermandad de las Cigarreras (Cádiz).

- En la provincia de Cádiz:
  - 1969. Nuestra Señora del Buen Fin, para la Hermandad de la Sagrada Lanzada (Jerez de la Frontera)
  - 1971. María Stma. de la O, para la Hermandad de la Defensión de Jerez de la Frontera
  - 1975.Conjunto Escultórico de la Coronación de Espinas, para la Hermandad de la Coronación de Jerez de la Frontera
  - 1975. María Stma. de la Piedad. San Fernando.
  - 1978. María Stma. de la Estrella (San Fernando).
  - 1979. María Stma. de la Trinidad. San Fernando.
  - 1980. María Stma. de Gracia y Esperanza. Sanlúcar de Barrameda (Cádiz)
  - 1983. Cristo de la Buena Muerte, para la Archicofradía Carmelita de los Estudiantes (Algeciras)
  - 1986. Virgen de los Dolores, para la hermandad de la Vera-Cruz (Setenil de las Bodegas).
  - 1987. Virgen de la Amargura, para la hermandad del Nazareno (Algeciras)
  - 1997. Virgen de la Paz y Esperanza, para la Cofradía de la Entrada en Jerusalén de Conil de la Frontera (Cádiz)
  - 2000. Jesús Resucitado, para la Hermandad del Stmo. Sacramento de la Eucaristía de Rota (Cádiz)
  - 2004. Virgen del Carmen,  Conil, (Cádiz). La talla del Niño Jesús fue robada en enero del 2010.
  - 2011. Niño Jesús para el Carmen de Conil, donando la obra tras el robo de la anterior.

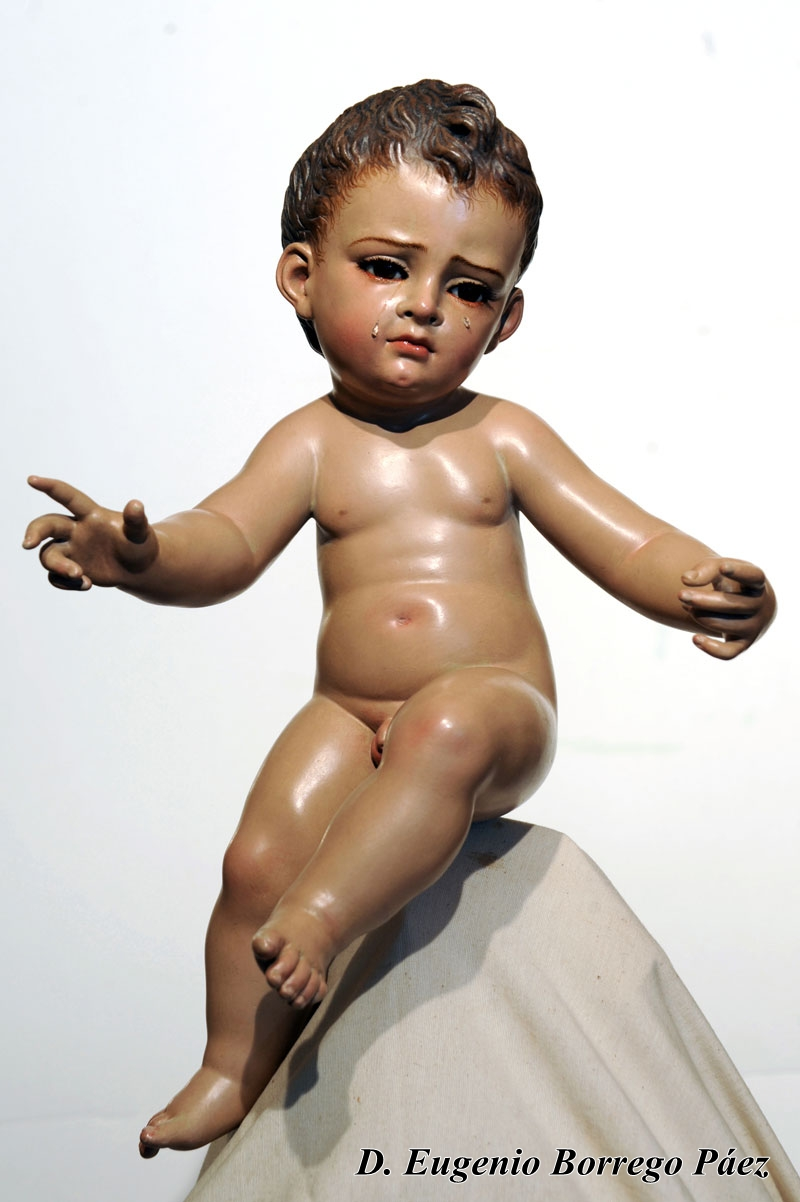
Nuevo Niño donado por Álvarez Duarte tras del robo del anterior, Conil de la Frontera.

#### Córdoba
- En la ciudad de Córdoba:
  - 1973. Nuestra Señora del Rosario. Hermandad de la Expiración de Córdoba.
  - 1975. María Santísima en su Soledad, para la Franciscana Hermandad de la Soledad (Córdoba)
  - 1977. Ntra. Señora del Desconsuelo, para la hermandad del Sto. Sepulcro.
  - 1980. Nuestra Señora Reina de los Ángeles y San Juan Evangelista. Córdoba.
  - 1981. María Santísima de la Encarnación, para la Hermandad de El Amor de Córdoba
  - 1987. Stmo. Xto. de la Providencia. Parroquia de la Trinidad.
- En la provincia de Córdoba:
  - 1962. Virgen de la Concepción, para la Hermandad de la Salud de Palma del Río (Córdoba)
  - 1974. Virgen de Palma y Esperanza. Hermandad del huerto de Palma del Río (Córdoba).
  - 1982. Virgen del Mayor Dolor, para la Cofradía Obrera del Calvario de Doña Mencía (Córdoba)
  - 1988. Virgen de la Soledad (Lucena).
  - 199X. María Santisima de la Esperanza Macarena (Priego de Córdoba).
  - 1994. Virgen del Amor y Aguas de Ntra. Sra., para la Hermandad del Prendimiento (El Carpio).
  - 1995. Virgen del Socorro. Vble. Archicofradía de Ntro. Padre Jesús Nazareno (Lucena).
  - 1995. Santa Mujer Verónica. Vble. Archicofradía de Ntro. Padre Jesús Nazareno (Lucena).
  - 1996. Santa María Magdalena. Vble. Archicofradía de Ntro. Padre Jesús Nazareno (Lucena).
  - 1997. Virgen de las Lágrimas (Fernán Nuñez)
  - 2000. Virgen de la Estrella (Lucena)
  - 2002. Jesús de las Penas (Fernán Nuñez).

#### Granada
- En la provincia de Granada:
  - 1993. María Santísima de Gracia y Esperanza - Particular,(Granada)
  - 2000. María Santísima del Mayor Dolor, para la Hermandad de los Escolapios (Granada).
  - 2001. Restauración de Maria Santísima de la Esperanza (Hermandad de la Esperanza de (Baza, Granada))
  - 2015. Restauración de María Santisima de las Penas (Hermandad de Paciencia y Penas).

#### Huelva
- En la ciudad de Huelva:
  - 1967. Virgen de los Dolores, para la Hermandad de la Oración en el Huerto (Huelva)
  - 1968. Virgen de la Victoria, para la Hermandad de la Victoria (Huelva).
- En la provincia de Huelva:
  - 1974. Virgen de la Amargura, para la Hermandad de la Buena Muerte de Isla Cristina, (Huelva).
  - 1976. Nuestra Señora de la Esperanza del Mar, para la Hermandad de la Sagrada Lanzada de Ayamonte, (Huelva)
  - 1977. Virgen de la Amargura (Palma del Condado).
  - 1982. Cristo del Perdón (Palma del Condado).
  - 1998. Virgen de la Amargura (Bollullos Par del Condado).
  - 2002. Jesús de la Divina Misericordia (Bollullos Par del Condado).
  - 2003. Restauración de la Virgen de Cala (Cala).
  - 2010. Virgen del Mayor Dolor (Bollullos Par del Condado).

#### Jaén
- En Jaén y provincia:
  - 1982. Nuestra Señora de los Dolores. Hermandad del Rescate de Linares.
  - 1982. Nuestra Señora de la Amargura. Hermandad de la Columna y Amargura de Linares.
  - 1986. María Santísima de Salud, Amargura y Esperanza (Nuestra Señora de las Lágrimas). Hermandad de Stmo. Cristo de la Columna, Baeza.
  - 1990. Nuestra Señora de la Paz, de la Hermandad de la Santa Cena de Linares.
  - 1995. María Santísima de las Siete Palabras, para la Hermandad del Cristo de la Expiración de Jaén.
  - 1999. Nuestra Señora María de Nazareth, para la Hermandad de la Santa Vera Cruz de Martos.
  - 2001. María Santísima de la Amargura, para la Cofradía Penitencial de Nuestro Padre Jesús Nazareno, Mª Santísima de la Amargura y Sta. Mujer Verónica, en Huelma.[6]
  - 2006. Nuestra Señora de la Alegría. Hermandad de la Entrada en Jerusalén de Linares (Sustituye a la anterior realizada por el mismo autor).
  - 2007. María Santísima del Auxilio, para la Hermandad de El Prendimiento de Úbeda.[7]
  - 2011. Cristo de la Buena Muerte de Linares.
  - 2012. Restauración de la Expiración de Linares.

#### Málaga
- En la ciudad de Málaga:
  - 1969. Restauración María Stma. De la Esperanza.
  - 1970. María Santísima de la Paz, para la Hermandad de la Cena (Málaga)
  - 1971. Virgen de la Paloma, para la Hermandad de la Paloma (Málaga)
  - 1971. Señor de la Cena y grupo apostólico, para la Hermandad de la Cena (Málaga)
  - 1972. Virgen del Monte Calvario, para la Hermandad del Monte Calvario (Málaga)
  - 1975. Divino Pastor, para la Congregación de la Divina Pastora de las Almas (Málaga)
  - 1978. Stmo. Cristo del Amor del convento del Císter (Málaga)
  - 1982. Virgen de la Merced, de la Cofradía de la Humildad (Málaga)
  - 1983. Restauración de la Virgen de Gracia, para la cofradía del Rescate.
  - 1986. San Juan, para la Cofradía de la Humildad (Málaga)
  - 1988. Virgen de la Salud, para la Hermandad de la Salud (Málaga)
  - 1991. Santísimo Cristo de la Esperanza en su Gran Amor, para la Hermandad de la Salud (Málaga)
  - 1992. Restauración de María Santísima del Rocío 'Novia de Málaga', para la Hermandad Sacramental del Rocío (Málaga)
  - 1993. María Santísima Reina de los Cielos, para la hermandad del Resucitado (Agrupación de Cofradías).
  - 1997. María Stma. de la Esperanza Macarena, para la capilla de MIES.
  - 2009. Restauración de María Santísima de la Esperanza, para la Archicofradía de la Esperanza.
  - 2010. Restauración de María Santísima de las Angustias, para la cofradía del Descendimiento. A iniciar después de Semana Santa 2011.
  - 2012. Restauración de María Santísima de la Paz, para la Hermandad de la Cena (Málaga)
  - 2013. Restauración del Señor de la Cena, para la Hermandad de la Cena (Málaga)
  - 2013. María Santísima Reina de los Ángeles, para la hermandad de Llagas y Columnas.
  - 2015. María Santísima de Guadalupe, para el Grupo Parroquial de Nuestro Padre Jesús de la Coronación y María Santísima de Guadalupe.
  - 2019. Restauración de las manos de la Virgen del Rocío.[8]
- En la provincia de Málaga:
  - 1970. Virgen del Carmen Melosas y Protegidas. Torre Del Mar (Málaga) Actualmente Grupo Parroquial Virgen Del Carmen Melosas y Protegidas.
  - 1971. Nuestra Señora del Carmen. Titular de la Iglesia del Carmen de Fuengirola
  - 1973. María Santísima del Amor y Soledad. Hermandad del Yacente Fuengirola
  - 1975. Restauración de María Santísima de la Piedad Vélez-Málaga
  - 1986. Nuestro Padre Jesús en la Oración del Huerto (1986), Álora (Málaga)
  - 1990. Nuestra Señora de la Alegría (1990), para la Hermandad de la Entrada en Jerusalén de Linares. En 2010 esta imagen fue adquirida por la Cofradía del Huerto de Álora y cambió su advocación a María Santísima de la Paz.
  - 1991. Virgen de las Penas (Ronda).
  - 1991. Jesús del Perdón (Ronda).
  - 1993. Virgen de la Paz para la Cofradía de la Humildad Vélez-Málaga

- Monumentos:
  - 2009. Busto en bronce de Nuestro Padre Jesús del Paso de la Archicofradía de la Esperanza para la plaza de la Constitución de la ciudad.

#### Sevilla
- En la ciudad de Sevilla:

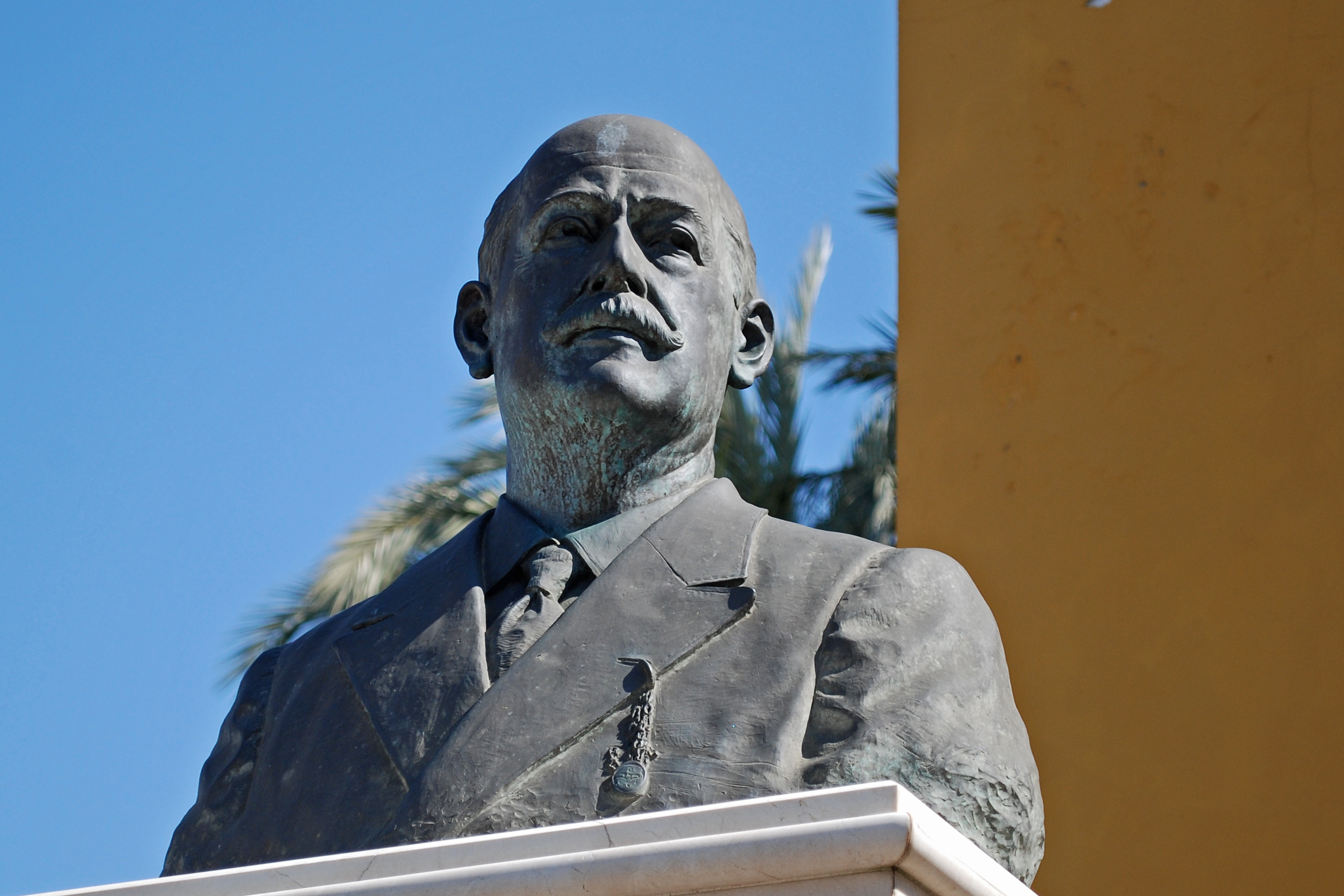
Monumento homenaje a Juan Manuel Rodríguez Ojeda en Sevilla.

  - 1962. Nuestra Señora de los Dolores, titular de la Hermandad de San José Obrero (Sevilla)
  - 1966. Virgen de Guadalupe, para la Hermandad de Las Aguas (Sevilla).
  - 1968. Virgen del Dulce Nombre, de la Hermandad del Dulce Nombre (Bellavista).
  - 1970. Cristo de la Sed, para la Hermandad de La Sed (Sevilla)
  - 1973. Virgen del Patrocinio, para la Hermandad de El Cachorro (Sevilla)
  - 1974. Copia de la Virgen de la Amargura de Sevilla (Particular).
  - 1978. Centurión romano, para el paso de La Sentencia de la Hermandad de la Macarena (Sevilla)
  - 1982. Imagen de Santa Ángela de la Cruz, destinada a la casa madre de las Hermanas de la Cruz de Sevilla.
  - 1983. Cristo del Perdón y de la Misericordia Iglesia del Señor San José (Sevilla).
  - 1985. Copia de la Esperanza de Triana (particular).
  - 1987. Virgen de la Divina Gracia, de la Hermandad de Padre Pío (Palmete)
  - 1992. Nuestro Padre Jesús Cautivo, para la Hermandad de Jesús Cautivo (Polígono de San Pablo) de Sevilla
  - 2000. Ntra. Sra. de la Misericordia, para la Agrupación Parroquial Stmo. Cristo de la Paz, Rochelambert (Sevilla)
  - 2002. Cristo de las Cinco Llagas, para la Hermandad de La Trinidad (Sevilla), que sustituía a la anterior talla de Manuel Hernández León.
  - 2007. Virgen del Rosario, para la Hermandad de Jesús Cautivo (Polígono de San Pablo) de Sevilla
  - 2008. Misterio de Jesús ante Herodes, compuesto de las figuras de Herodes, Caifás, Centurión romano, Soldado romano y Sanedrita, para la Hermandad de Jesús Cautivo y Rescatado (Sevilla)
  - 2009. Copia de la Esperanza Macarena (particular).
  - 2010. Restauración Señor del Gran Poder (Sevilla)

- En la provincia de Sevilla:
  - 1963. Virgen de la Amargura, para la Hermandad de la Amargura de Constantina  (Sevilla).
  - 1968. San Juan Evangelista, Hdad. de las Penas de San Vicente, (Sevilla). En 2003 fue vendido a la Hermandad de la Sagrada Entrada del Viso del Alcor, Sevilla.
  - 1971. Nuestra Madre y Sra. del Amparo. Dos Hermanas.
  - 1971. Restauración de Ntra. Sra. De la Esperanza de Utrera (Sevilla).
  - 1972. Virgen de la Concepción (Sanlúcar la Mayor).
  - 1973. Nuestra Señora de las Lágrimas de Utrera (Sevilla).
  - 1974. Jesús en su entrada en Jerusalén (Ecija).
  - 1976. San Juan Evangelista, para la Hermandad de los Blancos de Salteras (Sevilla)
  - 1990. Ntro. P. Jesús de la Pasión. Dos Hermanas (1990)
  - 1993. Cuerpo entero del cristo de La Vera Cruz Mairena del Alcor. El cristo fue rehecho, a excepción de su cabeza, que sigue siendo la original, la cual procesioLanzada.La Hiniesta, y La Sagrada Lanzada
  - 1996. Restauración de Nuestra Señora del Monte Cazalla De La Sierra (Sevilla)
  - 1998. María Stma. de la Paz, (Hdad. de la Sagrada Entrada de El Viso del Alcor, Sevilla)
  - 2001. Virgen de Montemayor, para la Hermandad de la Virgen de Montemayor de Arahal (Sevilla).
  - 2002. Nuestra Señora de la Merced, de la Hermandad de Nuestro Padre Jesús del Gran Poder (Bollullos de la Mitación) Sevilla.
  - 2003. Ntro. Padre Jesús de la Salud en su Sagrada Entrada Triunfal en Jerusalén, Hermandad de la Sagrada Entrada, El Viso del Alcor, Sevilla.
  - 2004. Santiago Apóstol, (Hermandad de la Sagrada Entrada, El Viso del Alcor, Sevilla).
  - 2009. Réplica de la Esperanza de Triana, (Particular, Camas).
  - 2012 Restauración del Cristo del Gran Poder, (Brenes).
  - 2019. Réplica de la Esperanza Macarena, (particular, Camas)
- Monumentos:
  - 1982. Monumento dedicado a Fray Serafín Madrid situado en la Gran Plaza (Sevilla).
  - 2000. Monumento a Juan Manuel Rodríguez Ojeda, situado en la Puerta de la Macarena (Sevilla)
  - 2005. Monumento en bronce de Pastora Imperio[9] (2005), ubicado en la calle Velázquez de Sevilla.
  - 2009. Estatua del torero Manolo Vázquez situada frente a la plaza de toros de la Maestranza de Sevilla.[10]

### Resto de España
Provincia de Vizcaya:
- 1992 María Santísima de la Esperanza, para la Cofradía Penitencial del Apóstol Santiago de Bilbao.
- 2001. Padre Jesús de Pasión, para la Cofradía de La Pasión de Bilbao.
- 2006. Nuestra Señora de Ramos y del Rosario, para la Cofradía de La Pasión de Bilbao.

Provincia de Badajoz:

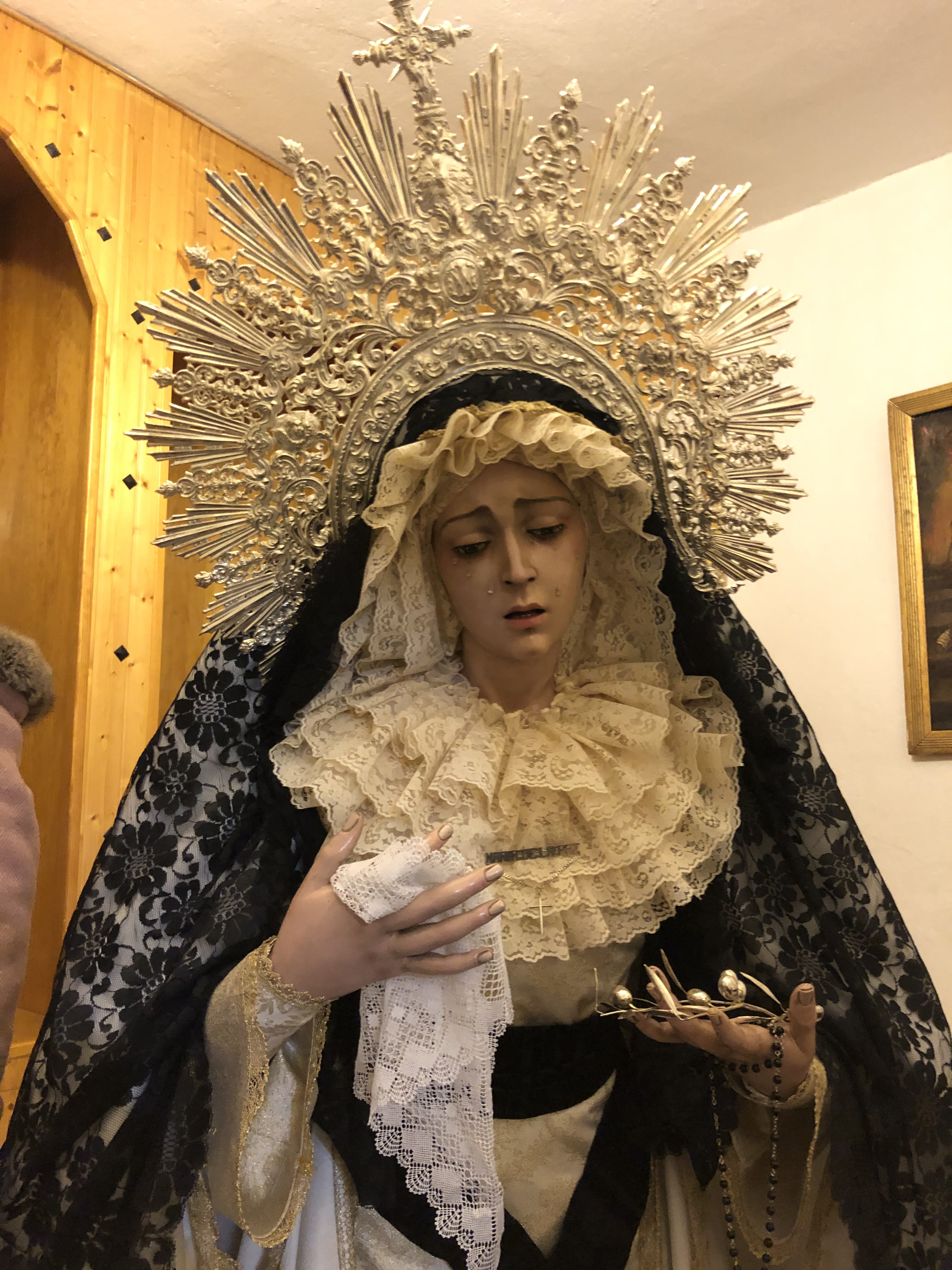
Imagen de Nuestra Señora de La Paz, La Blanca Paloma, ataviada de luto por el fallecimiento de su autor, Don Luis Álvarez Duarte. (Mérida)

- 1986. Nuestra Señora de La Paz, para la Cofradía de Ntra. Señora de La Paz y el Prendimiento de Jesús (Mérida).
- 1974. Virgen de la Paz, para la Archicofradía del Santísimo Sacramento de Jerez de los Caballeros.
- 1979. Virgen de la Esperanza Macarena, para la Hermandad de la Macarena de Jerez de los Caballeros.
- 1984. Virgen de Nazaret, para la Hermandad del Santísimo Cristo de la Vera Cruz (Mérida).
- 1986. Virgen de la Humildad, para la iglesia de Nuestra Señora de Gracia de Berlanga.

- Provincia de Ciudad Real:
  - 1991. Virgen del Primer Dolor, para la Cofradía de Nuestro Padre Jesús Nazareno de Daimiel.

- Provincia de Madrid:
  - 2014. Cristo Atado a la Columna realizado para el convento de la Purísima Concepción de Alcalá de Henares (Madrid).

- Provincia de Murcia:
  - 2001. Santísimo Cristo de la Sangre, de Cieza.
  - 2005. Nuestra Señora del Mayor Dolor, para la Procesión del Santo Entierro de Cieza.

- Provincia de Zamora
  - 2002. Cristo Yacente, para la Real Cofradía del Santo Entierro (Zamora) (La Urna) de Zamora.

- Provincia de Albacete
  - 2010. Cristo de la Clemencia, para la Cofradía del Santísimo Cristo de la Clemencia de Hellín.

- Provincia de Alicante:
  - 2012. Virgen del Rosario, Cofradía de la Caída de Ntro. Padre Jesús y María Stma. del Rosario de Elche.

### Resto del mundo
- Argentina:
  - 1981. Cristo del Gran Amor, para la Catedral Metropolitana de Buenos Aires. El proyecto de realizar esta obra se inició con la visita a Sevilla del monseñor Keegan, canónigo de la Catedral Metropolitana de Buenos Aires, el cual quedó muy impresionado por el Cristo de la Sentencia de la Hermandad de la Macarena. Tras ello, los entonces jugadores del Sevilla Fútbol Club: Hector Scotta, Daniel Bertoni y Pablo Blanco, encargaron la talla.[11]

- Colombia:
  - 1984. María Santísima de la Esperanza (Virgen de la Amargura),de Santa Fe de Antioquia.
  - 1998. Virgen de la Esperanza Macarena de Bogotá.

- Cuba:
  - 1997. Virgen del Amparo de La Habana.

- Estados Unidos;
  - Virgen de la Esperanza Macarena de Spring Grove, Condado de York, en el Estado de Pensilvania.
  - 1985. Virgen de la Esperanza Macarena, para la Comunidad Cristiana de Mc. Klean (Nueva York).[12]

- Venezuela;
  - 1976. Virgen de la Esperanza Macarena, para el Colegio de Santo Tomás de Aquino (Caracas).